# 錬金3級 まじかる?ぽか〜ん
『錬金3級 まじかる?ぽか〜ん』（れんきんさんきゅう まじかる ぽか〜ん）は、日本のREMICが制作したオリジナルアニメ作品。2006年4月から6月にかけて独立U局を中心に放送された。アニメの放送と連動して、メディアワークス（現在のKADOKAWA）の『月刊コミック電撃大王』でコミック版が連載される（作画担当はどれえじゃっきぃ）などのメディアミックスが展開された。略称は「まじぽか」。
アニメ版は1話に付き2本立てのオムニバス形式となっている。ほとんどのエピソードは完全に独立しており、回を追うごとに季節を巡る展開であるものの、連続性はない。内容は多くがシチュエーション・コメディである。オープニングアニメーションは劇中アニメ『妖精帝国魔界ちゃん』のオープニングという設定。

## あらすじ
訳アリで魔界から人間界にやってきた4人のプリンセス・「魔法使いのゆうま」、「ヴァンパイアのパキラ」、「オオカミ少女のりる」、「人造人間の鉄子」が繰り広げるドタバタコメディー。

## 登場人物

### 魔界の住民

#### がらくたはうすの住民
巨木に鳥小屋のように造られたツリーハウス「がらくたはうす」に住む四人（とその他）。人間には気付かれないらしいが、住宅街の隣に建てられており、電気や水道、電話線が通り、手紙も届く。プリンセスでありながら貧乏であまりお金が無い（どこで稼いでいるのかは不明）。
ゆうま
声 - 斎藤桃子
本作品の主人公。子供っぽく無気力さが目立つ。
魔術スキルは「錬金3級」と未熟でほとんど役に立ったことはない（タイトルの『錬金3級 - 』もこの肩書きに由来する）。その上、すぐに逆ギレするトラブルメーカーでもある。外見も中身も子供っぽく、いつもニンジンの形の抱き枕を抱えて寝ている。たまにパンツを穿いていないときがあり、その都度、洗濯した後乾いていないからであると言い訳している。
名前の由来はUMA（未確認動物）。
パキラ
声 - 平野綾
金髪の ツインテールが特徴的なヴァンパイアの少女。高飛車な性格だが、好きな人の前では性格がガラリと変わる。
ヴァンパイアであるため、姿は写真やビデオカメラには映らないが、サーモグラフィーには映る。また、血が好物だが、トマトジュースで代用が利くため、周囲に気を遣って普段はそれで済ませている。また日光に弱く、重点的に紫外線対策を施しており、普段から「ラリル♪レタス」と書かれた段ボール箱をかぶっている。
本来なら弱点である十字架やニンニクは平気だが、ニンニクの匂いは苦手。
貧乳がコンプレックスであり、バストアップに余念がない。
りる
声 - 生天目仁美
元気で食欲旺盛なオオカミ少女。4人の中で最も胸が大きく、褐色の肌でオオカミの耳と尾を持つ。
4人の中では比較的常識人であり、交友関係も広い。一番の好物は牛肉。丸く黄色いものを見ると、オオカミに変身する。
雨や水たまりが大好きで、梅雨の時は一人ハイテンションで遊び続けていたほど。銀が弱点。
鉄子（あいこ）
声 - 明坂聡美
体重が300kgを超える少女型のアンドロイド。そのため、重すぎる体重にコンプレックスを抱き、人間の身体に憧れを持っている。その志は、アンドロメダ銀河までわざわざ出向いて人間の身体に変えようとしたほど。
手足と首の部分のパーツは頭部とは違い金属そのものであり、塗装や限りなく人体に近い形の加工などはされておらず、そのままむき出しとなっている状態。怪力の持ち主ではあるものの性格は内気で、そのこともあって皆に振り回されてしまっている。
メモリ容量などのスペックは、放送当時の一般的なパソコンの水準より遥かに劣っている（並列処理などが少しできる程度）。日本語のOS「magipokaOS」で起動しているため、英語は苦手。電力がエネルギー源で、睡眠中に充電が可能だが、主体はゼンマイによる駆動である。
家事全般を担当しており、料理が得意だが味は「ふつー」で自分自身は食事は出来ないものの、好き嫌いはある模様。
機械のことを「みんなかわいい仲間である」と思っており、なかなか捨てられない性分。
記憶容量が少ないことから、子供時代の記憶はVHS式のビデオテープに記録してあるが、旧式のアナログ端子しか無かったため、結局見ることは出来なかった。
ケイミィ
声 - のみこ
透明人間。作中では基本的にナレーターとして登場し、その傍らで4人のプリンセスに語りかけるなどしている。
「ぽか〜ん14」で姿の見えない謎の5人目として登場。その後もたまに発言するのみであったが、「ぽか〜ん21」では英会話ゲームの進行役を行う傍ら、食事の出来ない鉄子の身代わりに、罰ゲームの「苺納豆ジュース」を飲むなどしていた。「ぽか〜ん9」で鉄子が入浴中に見ているシーンがある。
サントラCDに収録されているボーカル曲の歌詞によると、4人のプリンセスのお目付け役であるらしく、魔界へ報告書を送ったりしている立場であるとのこと。
タン
声 - 羽多野渉
ゆうまのパートナーの黒いおにぎりうさぎ。ゆうまの帽子に変身する。
ジュン
声 - のみこ
ゆうまのパートナーの桃色のおにぎりうさぎ。ジュンの方が姉にあたる。
マジカルV（ファイブ）
ゆうま（ピンク）、パキラ（ブラック）、りる（レッド）、鉄子（ブルー）、ケイミィ（グリーン）の5人による戦隊ヒーロー。普段は「アニメ研究所」を装っているが敵が出ると無敵ロボット「M5」に乗り、合体して敵を倒す。しかしピンクとブラックとグリーンが作戦をあまり理解できずに失敗することが多い。
ブルーは当初敵に捕らわれていたが、マジカルVのあまりの駄目さに呆れられたことで解放される。その後秋葉原で改造し、メモリーの容量が4GBとなった。
ピンクは何者かによってロボットとすり替えられる。5号機は飛べないため誰かに牽引されなければならない。なぜか3号機だけは多数ある。

#### その他の魔界の住民
猟牙（りょうが）
声 - 羽多野渉
りると同族の狼人間。りるの前で狼に変身するが、その際に裸になってしまったため、りるに股間を噛まれて血の系譜は途絶えた。
ルル
声 - 川上とも子
人魚のプリンセス。人魚禁猟区の六十九里浜に住んでいる。爆乳。
溺れたゆうま達を助けた代わりに人間の男性との仲を取り持ってほしいと頼んだが、その男性はゆうまを好きになってしまう。しかし、ルル自身はその後クラゲと交際することになった。
海野幸雄（うみの さちお）
声 - 園部啓一
六十九里浜に住んでいる人魚の男性。鉄子に銛で突かれた。胸に69のマークが入っている。
氷牙（ひょうが）
声 - 谷山紀章
スノーピープルの男性。雪山で泊まる所がなく彷徨っていたゆうま達を家に泊め、ゆうま達に冷たい料理を食べさせ、凍らせてから全員を食べようと企んだが、アンドロイドである鉄子は食事ができなかったため失敗。なお、ゆうま達が自分と同じ魔界の住民だとは知らなかった。
ミユキ
声 - 門脇舞
氷牙の妹の雪女。罠にかかっている所をゆうま達に助けられた。

### その他
スーパーDr.K子（スーパードクター ケーコ）
声 - 津田匠子
準レギュラーの女性科学者。4人を捕らえて学会で発表しようと目論むが失敗したことから、その後も4人を目の敵にしている。
本郷（声 - 谷山紀章）という助手がいる。魔界のことを研究しているが、魔法は非科学的であるとの理由から信じていない。
モヒ&カン
黒フンドシのモヒカン便で働いているモヒカン刈りの男。地下格闘技場でチェーンデスマッチもしている。
なお、鉄子役の明坂は「鉄子以外で気になるキャラ」であると語っている。
まり&りえ
声 - 金田朋子
地球に不時着した宇宙人の子供。母親を助けるため、パキラそっくりのロボットで血を集めていた。
サンタ
12月29日（ゆうま達はクリスマスだと思ったようで、サンタを迎える準備をしていた）にやって来た男性だが、実はホームレス。英語はからっきしで（日本語だが）OSが解らなかった。
シノブ、ヨーコ、メグミ、リンダ
声 - 門脇舞、高橋美佳子、伊月ゆい、植竹香菜
ゆうま達が訪れた秘湯の先客。地元の住民でよく温泉に来ている。一人を除き、全員ゆうま達が羨むほど胸が大きい。
しかし、その正体は全員「男」であったうえ正体は狸で、温泉も幻影だった。その際、ゆうま達の服を盗んで雪山へ置き去りにしている。
茶倉（ちゃくら）
声 - 園部啓一
月刊レムリアの編集長で「怪しいもの評論家」。世論の動きによってころころ意見を変える。
端役
声 - 谷山紀章、園部啓一
アニメ版において、10話を除く全てのエピソードに毎回出演している。
主に谷山はイケメンの男性、園部は中年の男性をそれぞれ演じている。

## スタッフ
- 企画・原作 - がらくたはうす
- 監督 - 八谷賢一
- シリーズ構成・脚本 - 井出安軌
- キャラクターデザイン・総作画監督 - 平田雄三
- プロップデザイン - 渡辺義弘
- 美術設定 - 生形奈緒美
- 美術監督 - 川本亜夕
- 色彩設計 - 小幡幸晴
- 撮影監督 - わたなべぢゅんいち、小澤次雄
- 編集 - 松村正宏
- 音響監督 - 松岡裕紀
- 音楽 - 上松範康(Elements Garden)
- 音楽プロデューサー - 櫻井優香
- プロデューサー - 吉沼忍、大澤信博、室谷陽平、野澤勝彦
- プロデュース - ジェンコ
- アニメーション制作 - REMIC
- 製作 - まじぽか團（メディアファクトリー、日本出版販売、ジェンコ）

## 主題歌
オープニング 「鮮血の誓い」
作詞・作曲・編曲 - 橘尭葉 / 歌 - 妖精帝國
エンディング
「しちゃいましょう sensuous」（第1話）
作詞 - 井出安軌 / 作曲・編曲 - Hiroki / 歌 - ゆうま（斎藤桃子）
「しちゃいましょう predator」（第2話・第10話）
作詞 - 井出安軌 / 作曲・編曲 - Hiroki / 歌 - りる（生天目仁美）
「しちゃいましょう suggestive」（第3話・第9話）
作詞 - 井出安軌 / 作曲・編曲 - Hiroki / 歌 - パキラ（平野綾）
「しちゃいましょう devoted」（第4話・第11話）
作詞 - 井出安軌 / 作曲・編曲 - Hiroki / 歌 - 鉄子（明坂聡美）
「しちゃいましょう sensuous」（第5話）
「しちゃいましょう suggestive」（第6話）
「しちゃいましょう predator」（第7話）
「しちゃいましょう devoted」（第8話）
作詞 - 井出安軌 / 作曲 - Hiroki / 編曲 - quad / 歌 - のみこ（上記4曲）
- 第5話より編曲の担当がquadに交代しているが、曲そのものに変更は無い。2話から4話が9話から11話にて再度使われた際のクレジット表記も編曲はquadである。
- 第12話（最終話）のオープニングは「ぽか〜ん23」の終盤に流され、エンディングは「ぽか〜ん24」終盤にスタッフロールが流れる（DVDでは、他の回と同様の形に再編集されている）。

## 各話リスト
| 話数      | 話数          | サブタイトル                     | 絵コンテ         | 演出         | 作画監督     |
| --------- | ------------- | -------------------------------- | ---------------- | ------------ | ------------ |
| 1         | ぽか〜ん1     | はじめての呪文は甘い罠           | 八谷賢一         | 大隈孝晴     | 平田雄三     |
| 1         | ぽか〜ん2     | 午後の呪文は赤いカブ             | 八谷賢一         | 大隈孝晴     | 平田雄三     |
| 2         | ぽか〜ん3     | 月の呪文は血の系譜               | 八谷賢一         | 守田芸成     | 鴻池一馬     |
| 2         | ぽか〜ん4     | まやかしの呪文はTVショッピング   | 八谷賢一         | 守田芸成     | 鴻池一馬     |
| 3         | ぽか〜ん5     | 明日の呪文は愛の献血             | 木村卓司         | 木村卓司     | 高橋敦子     |
| 3         | ぽか〜ん6     | 幸せの呪文は理想の男性           | 木村卓司         | 木村卓司     | 岡村正弘     |
| 4         | ぽか〜ん7     | ないしょの呪文は梅雨前線         | くるおひろし     | くるおひろし | きみしま畿智 |
| 4         | ぽか〜ん8     | 耳寄りな呪文は七夕祭れ           | くるおひろし     | くるおひろし | きみしま畿智 |
| 5         | ぽか〜ん9     | 脱力の呪文は海水浴               | 米田和博         | 米田和博     | 金子ひらく   |
| 5         | ぽか〜ん10    | 恋の呪文は海水浴                 | 米田和博         | 米田和博     | 金子ひらく   |
| 6         | ぽか〜ん11    | 再生の呪文は地獄探訪             | 八谷賢一         | 守田芸成     | 吉田肇       |
| 6         | ぽか〜ん12    | 癒しの呪文は公園デビュー         | 守田芸成         | 守田芸成     | 吉田肇       |
| 7         | ぽか〜ん13    | まったりの呪文は十五夜           | 八谷賢一         | 岡村正弘     | 米本亨       |
| 7         | ぽか〜ん14    | 合体の呪文は無敵ロボットM5       | 岡村正弘         | 岡村正弘     | 大河原晴男   |
| 8         | ぽか〜ん15    | 今夜の呪文は吸血鬼               | くるおひろし     | くるおひろし | きみしま畿智 |
| 8         | ぽか〜ん16    | 夢の呪文は一日だけの魔法         | くるおひろし     | くるおひろし | きみしま畿智 |
| 9         | ぽか〜ん17    | 絶交の呪文は色男さんいらしゃーい | 木村卓司         | 清水明       | 高橋敦子     |
| 9         | ぽか〜ん18    | 白の呪文はクリスマス             | 木村卓司         | 清水明       | 泉保良輔     |
| 10        | ぽか〜ん19    | コールドの呪文はスノボスキー     | 秋田谷典昭       | 岡村正弘     | 田端壽之     |
| 10        | ぽか〜ん20    | ホットな呪文は天然温泉           | 田端壽之         | 秋田谷典昭   | 田端壽之     |
| 11        | ぽか〜ん21    | 無口な呪文は楽しい英会話         | 舛成孝二         | 小川浩司     | 大和田直之   |
| 11        | ぽか〜ん22    | ピンチの呪文はさよならの向こう側 | とよますたかひろ | ナカニシリク | 夏木弘道     |
| 12        | ぽか〜ん23    | 哀愁の呪文は想い出に変わるとき   | 八谷賢一         | 八谷賢一     | きみしま畿智 |
| 12        | ぽか〜ん24    | 優しい呪文は魔法使い             | 井出安軌         | 米田和博     | 平田雄三     |
| 特典 映像 | ぽか〜んとく1 | 脱説の呪文は桃太郎               | 井出安軌         | 柳瀬雄之     | 柳瀬雄之     |
| 特典 映像 | ぽか〜んとく2 | ifの呪文はDr.○×△□                | 井出安軌         | 廣川集一     | 三木佳人     |
| 特典 映像 | ぽか〜んとく3 | 大切な呪文はバレンタイン・デー   | 井出安軌         | くるおひろし | 高橋敦子     |

## 放送局
| 放送地域 | 放送局             | 放送期間                | 放送日時           | 放送系列  | 備考             |
| -------- | ------------------ | ----------------------- | ------------------ | --------- | ---------------- |
| 千葉県   | チバテレビ         | 2006年4月4日 - 6月20日  | 火曜 25:30 - 26:00 | 独立UHF局 |                  |
| 埼玉県   | テレ玉             | 2006年4月4日 - 6月20日  | 火曜 25:30 - 26:00 | 独立UHF局 |                  |
| 愛知県   | テレビ愛知         | 2006年4月4日 - 6月20日  | 火曜 27:58 - 28:28 | 独立UHF局 |                  |
| 神奈川県 | tvk                | 2006年4月5日 - 6月21日  | 水曜 25:15 - 25:45 | 独立UHF局 |                  |
| 兵庫県   | サンテレビ         | 2006年4月6日 - 6月22日  | 木曜 26:05 - 26:35 | 独立UHF局 |                  |
| 東京都   | 東京MXテレビ       | 2006年4月7日 - 6月23日  | 金曜 25:30 - 26:00 | 独立UHF局 |                  |
| 日本全域 | キッズステーション | 2006年4月14日 - 6月30日 | 金曜 24:00 - 24:30 | CS放送    | リピート放送あり |